# Pyhäjoki
Pyhäjoki è un comune finlandese di 2991 abitanti, situato nella regione dell'Ostrobotnia Settentrionale. 
La città ha dato i natali allo scrittore finlandese Valter Juva.